# Санчес Кастильо, Сараи
Сараи́ Каролина Са́нчес Касти́льо (исп. Saraí Carolina Sánchez Castillo; род. 28 июля 1981, Валенсия) — венесуэльская шахматистка, гроссмейстер среди женщин (2007), международный мастер среди мужчин (2010). Первая среди венесуэльских шахматисток, которая завоевала звание международного гроссмейстера. ФИДЕ арбитр (2014), тренер (2016) и международный организатор (2017). Входит в состав женской комиссии ФИДЕ. Кавалер ордена Хосе Феликса Рибаса 3-го класса.

## Биография
С 1998 по 2001 год представляла Венесуэлу на юношеских чемпионатов мира по шахматам в различных возрастных группах, где лучший результат показала в 1999 году в Оропеса-дель-Мар, когда заняла девятое место среди девушек в возрастной группе U18. В 2001 году в Куско стала победительницей Панамериканского чемпионата по шахматам среди девушек в возрастной группе У20. В 2007 году в Сан-Луисе была второй на индивидуальном чемпионате по шахматам среди женщин стран Америки после поражения в дополнительном матче против Марисы Сурьель. В 2008 году в Нальчике участвовала на чемпионате мира по шахматам среди женщин, где в первом туре проиграла Пиа Крамлинг. В 2009 году в Кали заняла третье место на индивидуальном чемпионате по шахматам среди женщин стран Америки. 
Представляла Венесуэлу на десяти шахматных олимпиадах (2000—2018) и в индивидуальном зачёте завоевала бронзовую (2006) медаль.
Училась в колледже святого Иоанна XXIII, в 2008 году окончила Центральный университет Венесуэлы в области международных исследований. Её тренерами были Карлос Урданета, Хулиос Остос, Альберто Баррера, Максим Ноткин, Луис Сьейро, Вильфредо Сарьего.